# Akon
Akon, narozen jako Aliaune Badara Akon Thiam (* 16. dubna 1973 St. Louis, Missouri, USA), je senegalsko-americký zpěvák R&B, textař, hudební producent, podnikatel a filantrop. Akona katapultovala mezi hudební hvězdy skladba „Locked Up“ z jeho debutového alba Trouble, které vyšlo v roce 2004. Za druhé album Konvicted, obdržel Akon nominaci na hudební cenu Grammy (skladba „Smack That“).
Je zakladatelem hudebních vydavatelství Konvict Muzik a Kon Live Distribution.

## Biografie a kariéra
Jeho pseudonym měl několik podob, než ho rádia stvrdila na Akona. To bylo ale mnohem později, když už z něj začínala být hvězda. Akon se narodil v Saint Louis v americkém státě Missouri. V sedmi letech se jeho rodina přestěhovala do Union City ve státě New Jersey. Významnou část dětství ale strávil taky v Senegalu, odkud pocházeli jeho rodiče. Svůj první song „Operations of Nature“ nazpíval ve třiadvaceti letech. Jako mladý začínal přemýšlet, jak zbohatnout, až ho napadlo krást luxusní auta a poté jej začít prodávat. To z něj udělalo grázla a poté se záhy ocitl ve vězení. Tam si ale uvědomil svou chybu a začal pracovat v hudební branži.

### Začátek hudební kariéry – Trouble (2004–2005)
Akona objevil producent Devyne Stephens, který ho upsal pod svůj label UpFront Records. Stephens mu v začátcích dělal mentora a manažerskou oporu. Právě on mu také pomohl ke smlouvě s labelem SRC Records. V roce 2004 tam Akon vydal své debutové album Trouble. Prvním vydaným singlem byla píseň "Locked Up" (8. příčka v žebříčku Billboard Hot 100), kterou nahrávací společnost zvolila s cílem vybudovat Akonovi popularitu tzv. na ulici. I proto jako druhý následoval trefně nazvaný singl "Ghetto" (92. příčka). Kvůli menšímu úspěchu tohoto singlu sáhli u SRC Records v roce 2005 k rádiově líbivé baladě "Lonely", která se stala hitem (4. příčka, 2x platinový singl). Brzy poté byl vydán také singl "Belly Dancer (Bananza)" (30. příčka). Alba se v USA prodalo 1,6 milionu kusů a z Akona udělalo hvězdu.
Úspěšné singly jiných umělců (zejména rapperů), na kterých hostoval, z něj zase vytvořili oblíbeného přizvaného umělce a zaručeného hitmakera. Například šlo v roce 2005 o singly "Baby I'm Back" od Baby Bashe (19. příčka) a především "Soul Survivor" od Young Jeezyho (4. příčka). Úspěch písně dokonce vedl k úmyslu vydat společné album těchto dvou interpretů, k tomu ovšem nakonec nedošlo.

### Konvicted (2006–2007)
V roce 2006 založil label KonLive Distribution coby imprint pod Interscope Records. Pod svůj label upsal například začínající zpěvačku Lady Gagu. Ta na tomto labelu vydala svá první dvě alba The Fame (2008) a Born This Way (2011) a remixová alba The Remix (2010) a Born This Way: The Remix (2011), dále také videoalba The Fame Monster: Video EP (2010) a Lady Gaga Presents the Monster Ball Tour: At Madison Square Garden (2011) a EP The Cherrytree Sessions (2009), Hitmixes (2009), The Fame Monster (2009) a A Very Gaga Holiday (2011). Mezi další interprety labelu určitou dobu patřili Kardinal Offishall, Colby O'Donis, Natalia Kills, Brick & Lace a Jeffree Star.
Své druhé studiové album Konvicted vydal v listopadu 2006. Debutovalo na 2. příčce žebříčku Billboard 200 a v USA se ho prodalo přes 3 miliony kusů. Úspěchu pomohly hity "Smack That" (ft. Eminem) (2. příčka, 3x platinový), "I Wanna Love You" (ft. Snoop Dogg) (1. příčka, 3x platinový), "Don't Matter" (1. příčka, 3x platinový) a "Sorry, Blame It on Me" (7. příčka, platinový).
V roce 2006 produkoval také singl "The Sweet Escape" od Gwen Stefani, na kterém působil i jako přizvaný umělec. Singl se umístil na 2. příčce žebříčku Billboard Hot 100. V roce 2007 platil za sázku na jistotu a tak není divu, že hostoval celkem na sedmi singlech jiných umělců, ze kterých se staly hity. Například šlo o "I Tried" od Bone Thugs-n-Harmony (6. příčka, platinový singl), "We Takin' Over" od DJ Khaleda (28. příčka, platinový) "Bartender" od T-Paina (5. příčka, platinový) nebo "Sweetest Girl (Dollar Bill)" od Wyclefa Jeana (12. příčka, platinový). Velký úspěch alba mu dovolil v roce 2007 spustit vlastní oděvní značky Konvict Clothing a Aliaune.

### Freedom (2008–2009)
V prosinci 2008 se pokusil na předchozí úspěch navázat svým třetím albem s názvem Freedom. To uvedlo hit "Right Now (Na Na Na)" (8. příčka, 2x platinový) a dále singly "I'm So Paid" (ft. Lil Wayne a Young Jeezy) (31. příčka, platinový) a "Beautiful" (ft. Colby O'Donis a Kardinal Offishall) (19. příčka, 2x platinový). Alba se v USA prodalo 770 000 kusů, čímž předchozí úspěch nezopakovalo.
Akon přesto ještě chvíli zůstal oblíbeným hostujícím umělcem. V roce 2008 napomohl úspěchu singlu "Dangerous" od Kardinala Offishalla (5. příčka) a v roce 2009 singlu "Sexy Bitch" od Davida Guetty (5. příčka, 3x platinový).

### Nevydané album Stadium (2010–2018)
V roce 2010 vydal nový singl "Angel", který s ním produkoval David Guetta. Píseň se umístila na 56. příčce žebříčku Billboard Hot 100. Akon ji zazpíval také během módní přehlídky Victoria's Secret Fashion Show 2010. Téhož roku se podílel na singlu "Hold My Hand" od Michaela Jacksona z posmrtně vydaného kompilačního alba Michael. Singl se umístil na 39. příčce žebříčku Billboard Hot 100 a byla to zároveň poslední Akonova úspěšná píseň coby hlavního interpreta. V roce 2010 se podílel také na dobročinné písni "We Are the World 25 for Haiti", která byla nahrána na pomoc obětím zemětřesení na Haiti.
V následujících letech se téměř zcela odmlčel. Občas hostoval u jiných umělců a sporadicky informoval o tom, že pracuje na dalším albu s názvem Stadium. V letech 2015 a 2016 vydal několik písní z tohoto alba. Ovšem všechny v hitparádách propadly. V téže době oznámil, že album bude mít pět částí v pěti různých žánrech (Euro, Pop, Urban, Island & World). Později chtěl vydat toto album ve čtyřech verzích: Stadium- Island, Stadium- Urban, Stadium- World a Stadium- House. Různé žánrové verze obsahu alba měly být dostupné přes speciální streamovací mobilní aplikaci.
V roce 2017 vydal společný mixtape umělců upsaných u jeho bývalého labelu Konvict Muzik. Mixtape nesl název Konvict Kartel Vol. 2.

### Akonik Label Group (2019–...)
V roce 2019 založil nový nahrávací label s názvem Akonik Label Group. Opět se tím vrátil k myšlence vydání několika alb v různých žánrech. V květnu 2019 vydal singl "Get Money" (ft. Anuel AA). Píseň ovšem neuspěla. Album El Negreeto vyšlo u jeho nezávislého labelu v říjnu 2019. Jednalo se o první Akonovo album od alba Freedom z roku 2008. Album bylo nahráno v žánrech reggaeton a merengue, a míchá španělštinu s angličtinou. Na albu hostují například rapper Pitbull nebo zpěvačka Becky G. V žebříčkách však album ani singly nezabodovaly.
Akon se ovšem neúspěchu nezalekl a o dvacet dní později vydal další nezávislé album Akonda. To bylo nahráno v africkém žánru afrobeats. Ovšem opět propadlo.
Na prosinec 2019 Akon chystal ještě třetí nezávislé album toho roku, nicméně nakonec v roce 2019 nevyšlo. Nevydaný projekt Konnect se hudebně měl vrátit k jeho prvním albům, jelikož byl nahráván v žánrech hip hop a R&B. Vydané singly "Benjamin" a "Can't Say No" ale také nepronikly do hitparád. Místo alba vydal v srpnu 2020 EP Ain’t No Peace, na kterém hostuje například rapper Rick Ross. EP se věnuje tématu sociální nerovnosti v USA.
V roce 2022 vydal EP TT Freak. To stejně jako o dva roky dříve Ain’t No Peace vyšlo na labelu Konvict Kulture.

## Akonovy projekty v Africe
Akon vytvořil projekt "Akon Lighting Africa" v roce 2014, jehož pomocí do 15 zemí Afriky přivedl elektřinu
V Africe rovněž založil nadaci pro znevýhodněné děti Konfidence Foundation.
V roce 2020 mu senegalská vláda schválila projekt výstavby vlastního města na území země. Projekt připravoval od roku 2018. Senegal pro záměr vybudování futuristického smart city (Akon City), které bude čerpat pouze energii z obnovitelných zdrojů a jako platidlo bude používat vlastní kryptoměnu (AKoin), daroval Akonově společnosti 800 hektarů půdy v oblasti vzdálené 50 km od hlavního města Dakaru. V polovině roku 2020 získal dotaci ve výši 6 miliard dolarů na investice do výstavby města od společnosti KE International. Město mělo být prodle plánu stavěno ve třech fázích s dokončením v roce 2030. Nicméně ani v druhé polovině roku 2024 se projekt neposunul k realizaci a senegalská vláda zaslala Akonovi ultimátum, že buď začne s výstavbou, nebo ztratí nárok na 90 % původně přidělených pozemků.

## Diskografie

### Studiová alba
| Rok  | Album                                                                              | Nejvyšší umístění v hitparádě | Nejvyšší umístění v hitparádě | Nejvyšší umístění v hitparádě | Nejvyšší umístění v hitparádě | Ocenění                                          |
| Rok  | Album                                                                              | US 200                        | US R&B                        | UK                            | CAN                           | Ocenění                                          |
| ---- | ---------------------------------------------------------------------------------- | ----------------------------- | ----------------------------- | ----------------------------- | ----------------------------- | ------------------------------------------------ |
| 2004 | Trouble - Vydáno: 29. června 2004 - Vydavatel: SRC, Universal                      | 18                            | 11                            | 1                             | 51                            | US: platinové UK: platinové CAN: zlaté           |
| 2006 | Konvicted - Vydáno: 14. listopadu 2006 - Vydavatel: Konvict, SRC, Universal Motown | 2                             | 2                             | 16                            | 4                             | US: 3x platinové UK: platinové CAN: 2x platinové |
| 2008 | Freedom - Vydáno: 2. prosince 2008 - Vydavatel: Konvict, Universal Motown          | 7                             | 3                             | 6                             | 4                             | US: zlaté UK: platinové CAN: platinové           |
| 2019 | El Negreeto - Vydáno: 4. října 2019 - Vydavatel: Akonik Group Music                | —                             | —                             | —                             | —                             |                                                  |
| 2019 | Akonda - Vydáno: 25. října 2019 - Vydavatel: Akonik Group Music                    | —                             | —                             | —                             | —                             |                                                  |

### EP
- 2020 – Ain’t No Peace
- 2022 – TT Freak

### Úspěšné singly
Singly umístěné v žebříčku Billboard Hot 100:

#### Solo
- 2004 – „Locked Up“
- 2004 – „Ghetto“
- 2005 – „Lonely“
- 2005 – „Belly Dancer (Bananza)“
- 2006 – „Smack That“ (ft. Eminem)
- 2006 – „I Wanna Love You“ (ft. Snoop Dogg)
- 2007 – „Don't Matter“
- 2007 – „Sorry Blame It On Me“
- 2008 – „Right Now (Na Na Na)“
- 2008 – „I'm So Paid“ (ft. Lil Wayne a Young Jeezy)
- 2009 – „Beautiful“ (ft. Colby O'Donis a Kardinall Official)
- 2010 – „Angel“
- 2010 – „Hold My Hand“ (s Michael Jackson)

#### Hostující
- 2005 – Baby Bash – "Baby I'm Back" (ft. Akon)
- 2005 – Young Jeezy – "Soul Survivor" (ft. Akon)
- 2006 – Gwen Stefani – "The Sweet Escape" (ft. Akon)
- 2007 – Bone Thugs-n-Harmony – "I Tried" (ft. Akon)
- 2007 – DJ Khaled – "We Takin' Over" (ft. Akon, T.I., Rick Ross, Fat Joe, Lil Wayne a Birdman)
- 2007 – T-Pain – "Bartender" (ft. Akon)
- 2007 – DJ Felli Fel – "Get Buck in Here" (ft. Akon, Diddy, Ludacris a Lil Jon)
- 2007 – Wyclef Jean – "Sweetest Girl (Dollar Bill)" (ft. Akon, Lil Wayne a Niia)
- 2007 – Plies – "Hypnotized" (ft. Akon)
- 2007 – 50 Cent – "I'll Still Kill" (ft. Akon)
- 2008 – Colby O'Donis – "What You Got" (ft. Akon)
- 2008 – Kardinal Offishall – "Dangerous" (ft. Akon)
- 2008 – DJ Khaled – "Out Here Gridin"(ft. Akon, Rick Ross, Plies, Lil Boosie, Ace Hood a Trick Daddy)
- 2008 – Nelly – "Body on Me" (ft. Akon a Ashanti)
- 2009 – David Guetta – "Sexy Bitch" (ft. Akon)
- 2009 – Pitbull – "Shut It Down" (ft. Akon)
- 2010 – Nelly – "Move That Body" (ft. Akon a T-Pain)
- 2010 – Dr. Dre – "Kush" (ft. Akon a Snoop Dogg)
- 2010 – The Lonely Island – "I Just Had Sex" (ft. Akon)
- 2011 – Flo Rida – "Who Dat Girl" (ft. Akon)
- 2013 – David Guetta – "Play Hard" (ft. Akon a Ne-Yo)